# Steve Garvey (músico)
Steve Garvey, de nombre real Stephen Garvey, es un empresario musical conocido por haber sido el bajista del grupo punk Buzzcocks de 1977 a 1981, y otra vez para la reunión del grupo a fines de los ochenta hasta 1992, cuando por problemas de salud tuvo que retirarse. 

## Biografía
Nació en Mánchester, Inglaterra el 8 de enero de 1958. Antes de dedicarse a la música, trabajaba como gasolinero.

### Buzzcocks
A finales de 1977, se unió a Buzzcocks, grupo que gozaba de popularidad en Mánchester, reemplazando a Barry Adamson (Magazine), quien era un miembro temporal. Con ellos realizó los tres primeros discos que los definirían: Another Music In A Different Kitchen, Love Bites y A Different Kind of Tension, además del compilado Singles Going Steady, antes de que la banda se separe en 1981.

### Otras bandas y colaboraciones
En 1979, la banda power pop Private Sector lanzó un sencillo producido por él, Just Wanna Stay Free.
Mientras estaba en Buzzcocks, Garvey también formó otra banda, The Teardrops, en 1978, a la que se adicionaron poco después Tony Friel y Karl Burns, ambos exmiembros de The Fall. Esta banda sacó durante su existencia dos EP, en 1978, In And Out Of Fashion y Leave Me No Choice, seguido por el sencillo Seeing Double de 1979 (en el que Garvey no participa), y, finalmente, un álbum, Final Vinyl, a comienzos de 1980. Poco después, Garvey formó un corto proyecto musical, junto a Karl Burns y Dave Price, llamado Bok Bok, lanzando un sencillo ese mismo año, Come Back To Me, en 1980.
Aunque Buzzcocks se separó en 1981, Garvey continuó trabajando temporalmente con sus compañeros en la banda, el guitarrista Steve Diggle, para grabar y lanzar el primer trabajo solista de este, el EP 50 Years Of Comparative Wealth (1981), y con el cantante Pete Shelley, para su álbum solista, Homosapien.
Mientras Buzzcocks se separaba, Garvey formó Motivation, junto a Dave Rowbotham (ex-The Durutti Column, y en ese entonces en Mothmen), el cantante Dave Price y el baterista Snuff. Al mismo tiempo, se unió a Blue Orchids, que en ese entonces sacaba propio material y, a la vez, cumplía la función como la banda musical de Nico (de The Velvet Underground). Al poco tiempo, se muda a Nueva York, Estados Unidos, para continuar con Motivation, dejando a Dave Rowbotham y Snuff en Inglaterra.

### Reunión con Buzzcocks
En 1989 vuelve a resaltar cuando se reúne con Buzzcocks, haciendo giras, y luego de tres años de ellas, en 1992, Garvey decide irse, debido a problemas de salud, entre ellos un cáncer en la mejilla, el cual luego pudo superar.

### Después de Buzzcocks
Al dejar Buzzcocks, Garvey decide también dejar Nueva York, mudándose a Pensilvania. Allí trabajó como carpintero, pero también se dedicó a los negocios en la música, fundando en la década del 2000, su sello "New Hope Sound & Vision".